# Phasmophobia
Phasmophobia – gra komputerowa z gatunku survival horror opracowana i wydana przez Kinetic Games we wrześniu 2020 roku w ramach wczesnego dostępu. Celem graczy jest przeprowadzenie śledztwa, prowadzącego do zidentyfikowania ducha zamieszkującego opuszczone miejsca.
Phasmophobia zyskała dużą popularność miesiąc po premierze, przy okazji święta Halloween, oraz dzięki zainteresowaniu wielu streamerów Twitcha i YouTuberów. Według danych z 15 października 2020 roku Phasmophobia była szóstą najpopularniejszą grą na Twitchu i produkcją o największej liczbie sprzedanych egzemplarzy na Steamie.

## Rozgrywka
Gracze wcielają się w czteroosobowy zespół badawczy, którego zadaniem jest znalezienie ducha zamieszkującego opuszczone miejsca, na przykład domy, szkoły i szpitale. Bohaterowie mają do czynienia z 24 rodzajami duchów, a każdego z nich cechują inne atuty, słabości oraz poszlaki, umożliwiające identyfikację. Na początku gry drużyna graczy dostaje trzy dodatkowe zadania, które, wraz z identyfikacją ducha, przekładają się na adekwatną nagrodę w postaci waluty w grze. Gracze muszą zachować ostrożność podczas okresu polowania, kiedy duch może zabić jednego z nich, gdy ten nie zdoła ukryć się przed duchem. Celem końcowym gry jest zebranie wystarczającej ilości informacji na temat ducha, które umożliwiłyby jego zidentyfikowanie.
Duchy mogą usłyszeć głos i reagować na komendy graczy. Drużyna może użyć zdobytej w grze waluty do zakupienia urządzeń takich jak latarki UV, termometry, czytniki EMF, kamery czy krucyfiksy, które ułatwiają im znalezienie ducha, zidentyfikowanie jego rodzaju bądź obronę podczas okresu polowania.

## Produkcja i wydanie
Pierwsze informacje o grze pojawiły się 6 marca 2020 roku, kiedy stworzono jej stronę na Steamie. Trzy miesiące później udostępniono zwiastun, w którym zapowiedziano wsparcie gogli VR i datę premiery wersji wczesnego dostępu. 18 września 2020 roku została wydana we wczesnym dostępie. Tydzień po wydaniu Phasmophobia otrzymała dwie duże aktualizacje poprawiające błędy. Dknighter, założyciel i jedyny członek Kinetic Games, oświadczył, że ma nadzieję wydać pełną wersję gry w 2021 roku. Do tego czasu planuje utrzymanie jej ceny na tym samym poziomie, a jednym z głównych celów twórcy jest wspieranie Oculus Questa oraz rozwinięcie nowych funkcji, takich jak grywalne duchy. W trakcie tworzenia gry po wydaniu wczesnego dostępu, jednym z głównych celów aktualizacji było ulepszenie sztucznej inteligencji duchów, uczynienie ich mądrzejszymi i mniej przewidywalnymi, aby utrudnić rozgrywkę graczy.
Studio Kinetic Games oświadczyło, że nie ma planów przeniesienia gry na konsole PlayStation 4.

## Odbiór
Gra spotkała się z pozytywnym odbiorem recenzentów. Rich Stanton z PC Gamera nazwał ją „najlepszą grą o duchach, jaką kiedykolwiek stworzono”. Redaktor „Polygonu”, Cass Marshall, również ocenił grę pozytywnie, zaznaczając jednak, że gra ma wiele błędów.
Jeuxvideo.com opisał grę jako dość oryginalną i pomysłową, a do tego przerażającą. Określili mapy w grze jako dobrze przemyślane, a poziom rozwoju jako dopasowany. Podczas gdy recenzja krytykowała grę za jej animacje i pewne nadmiarowości, jej autorzy uważali, że dzięki ciągłym aktualizacjom prawdopodobnie zostaną one wygładzone przed wydaniem gry.
Recenzja przeprowadzona przez CBR określiła produkcję mianem „idealnej gry na sezon Halloween”, chwaląc ją za wyjątkowy poziom, a także za dźwięk w porównaniu do wielu innych horrorów o podobnym charakterze, takich jak: Friday the 13th: The Game i Dead by Daylight.

### Wzrost popularności
Chociaż po raz pierwszy ukazała się w połowie września, popularność gry zaczęła wzrastać na początku października, kiedy zagrało w nią wielu znanych streamerów Twitcha i YouTuberów, takich jak PewDiePie, Jacksepticeye, Sodapoppin i Markiplier. Było to prawdopodobnie spowodowane tym, że gra uzyskała status wczesnego dostępu na początku Halloween, a także była podobna pod względem popularności do jej inspiracji gry P.T. Dalszy wzrost jej popularności może być również spowodowany początkiem drugiej fali pandemii COVID-19, która spowodowała, że wiele osób, zwłaszcza młodych, została w domach. Wraz z zapoczątkowanym przez streamerów napływem graczy, w późniejszych tygodniach rozpowszechniły się niedozwolone programy ułatwiające rozgrywkę, tzw. cheaty, które zazwyczaj opierały się na próbach skakania bądź przywołania nieskończonej liczby przedmiotów. Jednym z bardziej niepokojących przykładów cheatowania byli gracze, którzy zmieniali modele graczy na bardziej zseksualizowane, a potem starali się dołączyć do rozgrywki znanych streamerów na Twitchu, by sprowokować platformę do nadawania im ostrzeżeń i blokad dotyczących nieodpowiednich treści. Podobne praktyki skłoniły twórców do pracy nad aktualizacjami, które rozwiązałyby ten problem.
Na Twitchu popularność gry rosła wykładniczo, a w połowie października została piątą najczęściej oglądaną grą, wyprzedzając takie produkcje, jak Among Us, Fortnite Battle Royale, FIFA 20 i Genshin Impact. Według internetowego narzędzia do śledzenia graczy GitHyp, Phasmophobia osiągnęła szczyt ponad 86 000 aktywnych graczy około 10 października stając się bestsellerem na Steamie i do końca 18 października 2020 roku zajmowała miejsce najlepiej sprzedającej się gry tego tygodnia, pokonując nawet Fall Guys i zamówienia w przedsprzedaży na Cyberpunk 2077.
10 grudnia 2020 podczas gali The Game Awards 2020 gra otrzymała nagrodę w kategorii „najlepszy debiut roku”.